# Heterodrilus dolosus
Heterodrilus dolosus är en ringmaskart som beskrevs av Erséus 1997. Heterodrilus dolosus ingår i släktet Heterodrilus och familjen glattmaskar. Inga underarter finns listade i Catalogue of Life.